# Peasedown St John
Peasedown St John är en ort och civil parish i Storbritannien.   Den ligger i kommunen Bath and North East Somerset och riksdelen England, i den södra delen av landet, 160 km väster om huvudstaden London. Peasedown St John ligger 165 meter över havet och antalet invånare är 6 263.
Terrängen runt Peasedown St John är huvudsakligen platt. Peasedown St John ligger uppe på en höjd.Runt Peasedown St John är det ganska tätbefolkat, med 144 invånare per kvadratkilometer. Närmaste större samhälle är Bristol, 19,5 km nordväst om Peasedown St John. Trakten runt Peasedown St John består i huvudsak av gräsmarker.